# HMS Uganda (1941)
HMS Uganda (66) (Его величества корабль Уганда), с 21 октября 1944 года HMCS Uganda, с 14 января 1952 года HMCS Quebec — британский лёгкий крейсер, второй серии крейсеров типа Краун Колони. Был заказан по программе 1939 года, 1 марта, и заложен на верфи «Виккерс-Армстронг» в Ньюкасле 20 июля 1939 года. Крейсер был спущен на воду 7 августа 1941 года, став первым кораблем носящим это имя в британском флоте. 3 января 1943 года крейсер был введен в строй.

## Вторая мировая война
После вступления в строй в январе 1943 года вошёл в состав 10-й эскадры крейсеров Флота метрополии. 27 января по завершении испытаний, крейсер отправился в Скапа-Флоу на Оркнейских островах. 29 февраля крейсер был развернут у северо-западных подходов для патрулирования и защиты судоходства. В марте он продолжил выполнение данных функций, но уже базируясь на Фритаун. В апреле крейсер действовал в Южной Атлантике, попутно охотясь за вражескими блокадопрорывателями. 5 мая Уганда совместно с крейсером Charybdis сопровождали в Канаду лайнер Queen Mary, перевозившего на встречу в Вашингтоне с президентом Рузвельтом премьер-министра Уинстона Черчилля и высших штабных офицеров. При этом переход проходил на скорости в 30 узлов, а Charybdis был вынужден вернуться из-за плохих погодных условий.
В июне крейсер действовал у юго-западных подходов, после чего был переведён в 15-ю эскадру крейсеров Средиземноморского флота. При переводе крейсер планировалось задействовать в проводке войсковых конвоев WS31/KMF17. 21 июня крейсер вышел из Клайда. Помимо него конвой KMF17 до Гибралтара сопровождали эсминцы. 26 июня, когда конвой разделились, крейсер остался с KMF17 и отправился в Алжир.

### Действия на Средиземном море
3 июля в Алжире он принял на борт главнокомандующего адмирала Канингхэма и направился с ним на Мальту, куда прибыл на следующий день. Там крейсер вошёл в состав Восточного соединения поддержки, куда помимо него вошли крейсера Carlisle, Colombo и Delhi, мониторы Erebus и Roberts. 9 июля крейсер вышел вместе с крейсерами Orion, Mauritius и Newfoundland в составе сил прикрытия конвоев, перевозящих десантные силы в предстоящей высадке на Сицилию. 10 июля крейсер прибыл на центральный район высадки, пляж ACID, и поддерживал высадку 1-й воздушно-десантной дивизии юго-западнее Сиракуз. Спас 36 выживших с госпитального судна Talamba, подвергшегося воздушной атаке. 11 июля крейсер обстреливал Аугусту под прикрытием эсминцев Eskimo и Nubian. 12 июля совместно с Mauritius и эсминцами Nubian и Tartar направлен в центральное Средиземноморье для обеспечения судоходства.

### Повреждение управляемой бомбой
С 9 сентября крейсер прикрывал высадку 10-го британского корпуса в Салерно (Operation Avalanche). Крейсер получил легкие повреждения в столкновении с крейсером Delhi во время отражения воздушной атаки. 11 сентября крейсер оказывал огневую поддержку совместно с монитором Roberts, крейсерами Mauritius, Orion, Aurora, американскими крейсерами Philadelphia и Boise отражая немецкие контр-атаки. Одновременно корабли подвергались воздушным атакам. 13 сентября 1943 года был атакован с воздуха бомбардировщиком Do-217 и получил попадание управляемой авиационной бомбы FX-1400. Бомба пробила корпус крейсера насквозь и взорвалась под днищем. В результате корабль потерял ход и принял 1300 тонн воды. Крейсер был отбуксирован на Мальту американским буксиром Narragansett.
После временного ремонта, проведенного в течение октября, крейсер был направлен на ремонт в США, прибыв 3 декабря на верфь ВМС в Чарльстоне, где ремонтировался до октября 1944 года.

### В составе флота Канады
21 октября 1944 года крейсер был передан ВМС Канады с сохранением первоначального названия. 30 октября крейсер направился в Великобританию, для проведения окончательных работ, которые невозможно было завершить на верфи в США. Крейсер был определён для проведения службы в составе Британского Тихоокеанского флота. По прибытии в ноябре 1944 года в метрополию, крейсер встал на ремонт на верфи Тайна. В ходе ремонта было модернизированы радарные установки. Радары управления огнём орудий главного калибра Type 274 были заменены на Type 284. Радары поверхностного и высотного обнаружения Type 277 и Type 293 заменили радар Type 272. Также была установлена аппаратура обнаружения свой-чужой. 30 декабря после окончания ремонта крейсер отправился на Средиземное море для продолжения службы.
В январе в Александрии крейсер снова встал на ремонт после взрыва на борту во время технического обслуживания торпеды. 14 февраля крейсер отправился в Австралию на соединение с Тихоокеанским флотом. 2 марта крейсер присоединился к авианосцу Formidable, австралийскому эсминцу Napier и эсминцу Urchin в поисках выживших моряков с торгового судна, торпедированного в 800 милях западнее Фримантла. 9 марта крейсер наконец прибыл в Сидней присоединившись к Тихоокеанскому флоту, после чего участвовал в учениях с авианосцем Formidable до начала операций с 5-м флотом США в юго-западной части Тихого океана.

### В составе Тихоокеанского флота
24 марта крейсер с авианосцем Formidable и эсминцами Ursa и Urchin отправились на Манус. 8 апреля корабли соединились с кораблями TF 57, участвуя в прикрытии воздушных атак союзных авианосцев на острова Сакисима (Operation Iceberg I). 11 апреля Уганда прикрывала удар авианосца Indefatigable по Северной Формозе, совместно с крейсером Gambia и эсминцами Ursa, Urchin и Whirlwind (Operation Iceberg oolong). Воздушные атаки японцев были отбиты совместно воздушным прикрытием и огнём зенитной артиллерии. 23 апреля корабли вернулись для отдыха и восстановления на передовую базу ВМФ США на острове Лейте.
2 мая Уганда совместно с крейсерами Gambia, Euryalus и Black Prince вышел для прикрытия повторных воздушных атак авианосцев Indomitable, Victorious, Formidable и Indefatigable по островам Сакисима (Operation Iceberg II). Крейсер совместно с американскими кораблями из состава TF 58 обстреливал Nobara и Suknama. Корабли подвергались атакам камикадзе. 3 мая во время заправки бил загрязнён топливоподающий шланг, в результате чего понадобилось привлечение водолазов. 4 мая крейсер совместно с кораблями соединения TF 57 обстреливал аэродром на Мияко, после чего был отделён для уничтожения ВВП на Sukhamo. 5 мая крейсер был отделен от соединения в качестве корабля радиолокационного обнаружения приближающихся самолётов камикадзе. 9 мая корабли британского Тихоокеанского флота подвергались атакам камикадзе, в ходе которых были повреждены авианосцы Victorious и Formidable. 12 мая крейсер снова был отправлен в радиолокационный дозор совместно с эсминцем Wessex. 13 мая крейсер возвратился к соединению TF 57. 25 мая соединение ушло в Сидней на отдых и реорганизацию.
12 июня Уганда передан в состав группы Task Group 111.2. состоящей из авианосца Implacable, эскортного авианосца Ruler, крейсеров Swiftsure, Newfoundland и новозеландского Achilles. 13 июня крейсер прикрывал авианосец Implacable во время атак его авиагруппы на острова архипелага Трук. В ночь с 14 на 15 июня все крейсера группы обстреливали базу гидроавиации на острове Dublon (Operation Inmate). Обстрел Уганды был малоуспешным как из-за неопытности экипажа, так и технических проблем. 17 июня корабли группы вернулись на передовую базу флота на Манусе.
6 июля в связи с передачей оперативных соединений из 5-го флота в 3-й, британское соединение также сменило своё обозначение на TF 37, куда вошла и Уганда.
16 июля крейсер в составе TF 37: линкор King George V, авианосцы Formidable, Victorious, Implacable, крейсера Newfoundland, Achilles, Euryalus, Gambia, Black Prince и эсминцы направился к берегам Японии для нанесения ударов по целям в районе Токио — Иокогама (Operation Olympic). 20 июля корабли заправились с американских танкеров. 27 июля Уганда совместно с крейсером Argonaut покинула состав Соединения TF 37. Это было сделано потому, что крейсер, согласно канадскому законодательству службу на Тихоокеанском театре не могли нести члены экипажа, не несшие её добровольно. 4 августа крейсер из Перл-Харбора ушёл на ремонт в Esquimalt, куда прибыл 10 августа 1945 года.

## Послевоенная служба
После войны корабль использовался как учебный и осуществлял учебные плавания в Атлантический океан. Крейсер стал первым военным кораблём канадского флота, обогнувшим мыс Горн. 14 января 1952 года его переименовали в «Квебек» (англ. Quebec). 13 июля 1956 года крейсер исключили из состава флота. Далее его продали на металлолом японской компании и 6 февраля 1961 года «Квебек» завершил свой последний поход в Осаке, куда он прибыл на разборку.